# Economía de la información
La economía de la información es una rama de la economía que estudia cómo la información y los sistemas informativos afectan una economía y las decisiones económicas. La información tiene características especiales. Es fácil de crear pero difícil de creer o confiar. Es fácil de difundir o propagar pero difícil de controlar. Influencia muchas decisiones. Estas características especiales (comparado con otros tipos de bienes) complican muchas teorías económicas estándar.
Se encuentra bajo el código de la clasfiicación del Journal of Economic Literature  JEL D8 – Información, conocimiento, e incertidumbre. Hay varios subcampos de la economía de la información.
La información como señal ha sido descrita como una forma de medida negativa de la incertidumbre. Incluye conocimiento completo y científico como casos especiales. Las primeras ideas en la economía de la información estaban relacionadas con la economía de los bienes de información.
En décadas recientes, ha habido avances influyentes en el estudio de asimetrías de la información y sus implicaciones para la teoría de contratos, incluyendo fallos de mercado como una posibilidad.
La economía de la información está formalmente relacionada con la teoría de juegos, diferenciando algunos de ellos en función de su presencia tales como los juegos de información perfecta, información completa, e información incompleta. Se han desarrollado métodos experimentales y de teoría de juegos para modelar y probar teorías de la economía de la información, incluyendo potenciales aplicaciones para políticas económicas como el diseño de mecanismos para incentivar el intercambio de información y de otra manera comportamientos que mejoren el bienestar.
Enfoca tres áreas:
1. El estudio de la asimetría de la información.
2. Economía de bienes de información.
3. Economía de las tecnologías de la información.

En el año 2001, George Akerlof, Michael Spence y Joseph Stiglitz fueron galardonados con el Premio del Banco de Suecia en Ciencias Económicas en memoria de Alfred Nobel por sus aportes a la economía de la información.

## Valor de la información
El punto de partida para el análisis económico es la observación de que la información tiene valor económico debido a que permite que los individuos tomen decisiones que producen mayores pagos o utilidad esperada de la que habría en ausencia de información.

## Información, mecanismo de precios y organizaciones
Mucha de la literatura de la economía de la información fue originalmente inspirada por el artículo de Friedrich Hayek "El Uso del Conocimiento en la Sociedad"  en los usos del mecanismo de precios dejando que la información descentralizada ordene el uso efectivo de los recursos Aunque el trabajo de Hayek estaba pensado para desacreditar la efectividad de la planificación central sobre la economía de mercado, su propuesto de que los mecanismos de precios comunican información acerca de la escasez de recursos inspiró a Abba Lerner, Tjalling Koopmans, Leonid Hurwicz, George Stigler y otros a desarrollar más allá el campo de la economía de la información.[cita requerida] Al lado de la coordinación del mercado a través del mecanismo de precios, las transacciones pueden ser también ejecutadas dentro de las organizaciones. Los requisitos de información de la transacción son determinantes importantes para la actual mezcla de mecanismos de coordinación que veremos.

## Asimetría de la información
La asimetría de la información significa que los agentes que interaccionan (por ejemplo, vendedores con consumidores) tienen información diferente acerca de la transacción. Tener la expectativa de que el otro agente pueda tener mejor información puede llevar a un cambio en el comportamiento. La parte menos informada tratará de prevenir que la otra tome ventaja de esta asimetría. Este cambio en el comportamiento puede causar ineficiencias. Ejemplos de este problema son la selección adversa y el riesgo moral.
Un trabajo clásico en la selección adversa es el de George Akerlof, The Market for Lemons.  Hay principalmente dos soluciones para este problema: la señalización y la monitorización.
Para el riesgo moral, contratar un principal y agente puede describirse como la segunda mejor solución donde los pagos solos son observables con una asimetría de la información.

### Señalización
Michael Spence propuso originalmente la idea de la señalización. Propuso que en una situación de información asimétrica, es posible para los agentes señalar su tipo, transfiriendo información al otro agente y resolviendo el problema de la asimetría..
Esta idea fue originalmente estudiada en el contexto de la búsqueda de trabajo. Un empleador está interesado en contratar un nuevo empleado que sea hábil con el aprendizaje. Obviamente, todos los posibles empleados dirán que son hábiles aprendiendo, pero solo ellos lo saben si lo son realmente. Esto es una asimetría de la información.
Spence propuso que ir a la universidad puede funcionar como una señal creíble de una habilidad o competencias. Asumiendo que la gente que es hábil a la hora de aprender puede terminar la universidad más fácilmente que aquellos que no tienen la habilidad, entonces yendo a la universidad la gente talentosa señaliza sus habilidades a los empleadores. Esto es verdadero incluso si no aprendieron nada en el colegio, y el colegio está solo ahí como una señal. Esto funciona porque la acción que tomaron (ir a la escuela) era más fácil para la gente que poseyó la habilidad que estaban tratando de señalizar (la capacidad de aprender).

### Monitorización
Joseph E. Stiglitz fue el pionero de la teoría de la monitorización. De esta forma, la parte desinformada puede inducir a la otra a revelar su información. Puede ofrecerle un abanico de opciones de tal manera que la decisión óptima del otro agente depende de su información privada. Tomando una opción particular, la otra parte revela que tiene información que hace tal opción óptima. Por ejemplo, un parque de atracciones que vender tickets más caros a los clientes que valoran su tiempo más y dinero menos que otros. Preguntar a los consumidores su disposición a pagar no funcionaría -todos dirían que tienen baja disposición a pagar-. Pero el parque puede ofrecer un menú de tickets de prioridad y regulares, donde las prioridades permiten saltarse las colas en las atracciones y son más caras. Esto inducirá a los clientes con un mayor valor del tiempo a comprar el ticket de prioridad y por tanto revelar su tipo.

## Bienes de información
Comprar y vender información no es lo mismo que comprar y vender otros bienes. Hay tres factores que hacen la economía de la información diferente de otros bienes:
1. La información no es rival, lo cual significa que consumir información no excluye a otra persona de hacerlo. Otra característica relacionada es que la información tiene un coste marginal de casi cero. Esto significa que copiarla, repetirla o reproducirla no cuesta casi nada. Esto hace fácil venderla una y otra vez. Esto hace que el establecimiento de precios clásico sea prácticamente inviable
2. Tampoco suele ser excluyente, si bien esta exclusión puede construirse artificialmente. Aun así, la naturaleza de la información es que si se conoce, es difícil de excluirla de otras personas de su uso. Dado que la información suele ser no rival y no excluyente, se considera a veces un bien público.
3. El mercado de la información no suele mostrar altos grados de transparencia. Esto es: para evaluar la información, esta debe ser conocida, así que se tiene que invertir en aprenderla y evaluarla.

La importancia de estas propiedades son explicadas por De Long y Froomkin en The Next Economy.